# Роман, Жан-Клод
Жан-Клод Рома́н (фр. Jean-Claude Romand, род. 11 февраля 1954) — французский массовый убийца и мошенник.

## Биография

### Детство
Жан-Клод Роман родился в семье лесника Эме Романа и его жены Анны-Мари Роман в городке Лон-ле-Сонье департамента Юра, что в восточной части Франции. С 1960 по 1972 учился в лицее Лон-ле-Сонье. В 1973 году, сдав экзамены, поступил в университет на медицинский факультет.

### Двойная жизнь
Поступив на медицинский факультет, Роман не явился на экзамены на втором курсе (по собственным словам, «просто не захотел»), но обманул родителей и друзей, солгав, что сдал их. Чтобы не вызвать у них подозрений, Жан-Клод по-прежнему якобы ходил на занятия и готовился к экзаменам. С этого момента началась его жизнь обманщика, продолжавшаяся много лет. Роману удалось убедить всех своих знакомых в том, что он окончил университет, стал врачом и с 1984 года работает во Всемирной организации здравоохранения в отделе, занимающемся разработкой лекарства от рака.
Он женился на знакомой из университета — Флоренс Кроле, завёл двух детей и жил в Превенссен-Монс. На самом же деле Роман так и не окончил университет и нигде не работал, иногда он ездил в Женеву, где располагается ВОЗ, и проводил там время, гулял по городу, заходил в здание ВОЗ, посещал кафе и экскурсии для туристов. В другие дни, по собственному признанию, Жан-Клод часами сидел в своём автомобиле, дремал, читал газеты и слушал радио. Жил же он частью на полученное наследство, частью на доходы работающей фармацевтом в аптеке жены, а частью на деньги, которые обманом занимал у знакомых, обещая с большой выгодой разместить их в международных инвестиционных фондах. Такую жизнь ему удавалось поддерживать восемнадцать лет.

### Подготовка и убийство
Со временем его родители начали подозревать, что он приворовывает деньги с их банковского счёта. Жена начала задавать слишком много вопросов о работе и подозревать его во лжи. Проводить аферы с деньгами знакомых становилось всё сложнее, так как те требовали, наконец, результатов их вложений. К тому же лучший друг Романа, общавшийся с ним со времён университета, уличил его во лжи и прекратил всяческое общение с ним.
В конце концов Жан-Клод Роман не выдержал нервного напряжения и решился на убийство семьи и последующее самоубийство, так как посчитал, по собственным словам, что «лучше уж его семья умрёт, чем узнает о нём правду».
За неделю до убийства Жан-Клод Роман купил в охотничьем магазине самозарядный карабин 22 калибра с глушителем и десять патронов к нему. Всё это он попросил упаковать в подарочную коробку. Также он приобрёл два перцовых баллончика и электрошокер. На автозаправочной станции он купил двадцатилитровую канистру бензина.
Вечером 8 января 1993 года он был готов осуществить задуманное. В ночь на субботу, 9 января, он уложил свою жену спать и, когда та уснула, убил её несколькими ударами молотка по голове. Утром проснулись его дети. Роман сказал им, что мама ещё спит, и отвёл к телевизору, чтобы те посмотрели утреннюю передачу для детей. Пока дети смотрели мультфильм, Жан-Клод зарядил карабин и прикрутил к нему глушитель. После чего он отвёл старшую дочь в спальню, якобы чтобы измерить температуру, где сказал ей лечь на живот и закрыть глаза. Когда она сделала так, Роман убил девочку выстрелом в голову. Затем убийца спустился вниз за своим маленьким сыном и предложил ему тоже пойти с ним и измерить температуру, но мальчик был слишком увлечён мультфильмом, тогда Роман незаметно сходил за карабином и, вернувшись, застрелил сына прямо перед телевизором. После чего он уложил тело сына в спальне рядом с телом дочери, оделся в свой лучший костюм и поехал к родителям.
У родителей Роман спокойно отобедал в их компании, за столом опять выслушав их жалобы на «странные исчезновения денег» с их банковского счёта. Жан-Клод уверил родителей, что скоро во всём разберётся, после чего обманом заманил отца на чердак, где застрелил из карабина в грудь, когда тот отвернулся. Вскоре его мать тоже поднялась, чтобы узнать, когда они спустятся. Увидев убитого мужа, она лишь успела спросить Романа, в чём дело, после чего тот ответил, что всё хорошо, и тут же убил её выстрелом в голову. Уходя, Жан-Клод Роман застрелил и их собаку.
Сразу после убийства родителей Роман позвонил своей любовнице и пригласил её якобы на романтический вечер в ресторане. Забрав её после 7 часов вечера, Жан-Клод по дороге к ресторану специально свернул не туда и потом сделал вид, что они заблудились. Доехав до ближайшего пустынного места на дороге, сделал вид, что автомобиль сломался. Преступник вышел из машины и начал делать вид, что что-то чинит, после чего взял из багажника заранее заготовленную удавку, перцовый баллончик и шокер. Обманом выманив из машины свою любовницу, он применил против неё электрошокер и брызнул в глаза перцовым баллончиком, после чего накинул на шею удавку и начал душить, но любовнице удалось оказать сопротивление и вырваться. Поняв, что убить её уже не удастся, Роман сделал вид, что извиняется, и что это была лишь очень глупая неудачная шутка. Каким-то образом любовница ему поверила и даже позволила довезти себя до дома.
Около 23.00 Жан-Клод Роман вернулся домой, где ранее убил жену и детей. До 3 ночи 10 января он смотрел телевизор, после чего облил дом бензином, выпил коктейль из заготовленных таблеток из барбитуратов и около 3.30 поджёг дом. Однако пожар был почти немедленно замечен, и Романа в критическом состоянии вынесли в карету скорой помощи около 4 часов утра. Убийца был вовремя доставлен в больницу и спасён.

### Арест, следствие и суд
Когда Роман пришёл в сознание, то был взят полицией под охрану как единственный свидетель убийства собственной семьи. Первоначально полицейские решили, что, возможно, его жена и дети стали жертвами ограбления и были убиты преступниками. Но в течение недели полицейским удалось восстановить полную картину обманной жизни Жан-Клода, и 18 января 1993 года ему были предъявлены обвинения в убийстве трёх человек. После того, как полиция навестила дом его родителей, количество убитых возросло до пяти, а вскоре, узнав о произошедшем, его любовница также написала заявление в полицию о покушении на убийство.
Полиция установила, что за 9 лет Роман обманным путём выманил у своих знакомых и друзей 300 тысяч франков (более 53,5 тысяч долларов по курсу 1993 года).
Кроме того, в ноябре 1994 года полиция заподозрила Жана-Клода Романа в убийстве своего тестя Пьера Кролета, который погиб при невыясненных обстоятельствах 23 октября 1988 года, якобы в результате того, что оступился и сломал шею, упав с лестницы, ведущей на второй этаж своего дома. Однако по случайному совпадению это произошло за несколько дней до того, как Роман должен был показать ему результат его «финансовых вложений» в швейцарские банки.
Полиция также установила, что ещё один знакомый преступника — Рене Флок, которому Роман также обещал выгодно разменять сбережения в швейцарских банках, погиб при взрыве газа в собственном доме, случившемся 30 июня 1992 года при странных и невыясненных обстоятельствах, всего через несколько дней после того, как Флок потребовал у Жан-Клода результатов своих вложений. Сам Жан-Клод Роман до сих пор отрицает свою причастность к смертям Кролета и Флока.
Следующие три месяца после выписки из больницы Роман провёл в психиатрическом стационаре, так как всё время молчал на допросах, находясь в очень тяжёлом психологическом состоянии. Лишь после длительной работы с ним психологов и психиатров он, наконец, начал давать показания.
6 июля 1996 года Верховный суд Франции признал Жан-Клода Романа виновным в умышленном убийстве 5 человек при отягчающих обстоятельствах и одном покушении на убийство и приговорил к пожизненному лишению свободы в тюрьме особо строгого режима с правом подачи прошения о помиловании и освобождении через 22 года. Психиатрическая экспертиза признала его страдающим тяжёлой депрессией, раздвоением личности и нарциссическим расстройством, однако способным отвечать за свои действия.
Начальство тюрьмы, в которой Жан-Клод Роман отбывал наказание, характеризовало его как заключённого с примерным поведением и отсутствием дисциплинарных взысканий. Сам он заявлял, что обратился в христианство и искренне раскаивается в содеянном.

### Освобождение
25 апреля 2019 года комиссия по условно-досрочному освобождению по ходатайству адвоката Жана-Клода Романа приняла решение досрочно освободить преступника из мест лишения свободы. Жан-Клод Роман вышел на свободу 28 июня 2019 года. Согласно условиям досрочного освобождения, первые 2 года после освобождения он обязан носить электронный браслет, постоянно показывающий его местоположение, помимо этого в течение первых десяти лет ежемесячно отмечаться в местном отделении полиции.
Кроме того Роману запрещено приближаться к местам совершённых преступлений ближе, чем на 80 километров, а также в любой форме контактировать с журналистами. Тем не менее журналистам удалось узнать, что Жан-Клод Роман после освобождения проживает в одном из Бенедиктинских монастырей и вынужден несколько раз в месяц посещать психиатра.

## В искусстве
Жизнь и преступление Жан-Клода Романа стали объектом исследования в романе Эмманюэля Каррера «Соперник». В 2002 году этот роман лёг в основу одноимённого фильма Николь Гарсиа, главную роль в котором сыграл Даниэль Отёй (в фильме главного героя зовут Жан-Марк Фор).